# Ma' Rosa
Ma' Rosa è un film del 2016 diretto da Brillante Mendoza vincitore del Prix d'interprétation féminine al Festival di Cannes 2016.
È stato scelto per rappresentare le Filippine ai Premi Oscar 2017 nella categoria miglior film in lingua straniera.

## Trama
Ma' Rosa ha quattro figli. Possiede un piccolo negozio in un quartiere povero di Manila, dove tutti la amano e le vogliono bene. Per sbarcare il lunario, Rosa e suo marito, Nestor, vendono delle sostanze stupefacenti in quantità irrisorie. Un giorno, però, vengono arrestati.

## Produzione
Il film è stato prodotto dalla Centerstage Productions. Le scene sono state girate completamente nelle Filippine, e più precisamente nella sua capitale, Manila.

## Distribuzione
Il film è stato presentato in anteprima mondiale al Festival di Cannes il 18 maggio 2016, mentre nel resto del territorio francese a partire dal 12 ottobre.
Nelle Filippine è stato distribuito dal 6 luglio dalla Solar Entertainment.
È stato presente nella sezione Festa Mobile del 34º Torino Film Festival.

## Riconoscimenti
- 2016 - Festival di Cannes
  - Prix d'interprétation féminine a Jaclyn Jose
  - Candidatura alla Palma d'oro a Brillante Mendoza